# Нюрнбергская марка
Нюрнбергская марка (нем. Nürnberger Mark) — весовая единица массы драгоценных металлов в Германии и во многих странах Европы. Её стандарт веса составлял 238,569 грамма. Также была широко распространена в Европе как медицинская мера веса.

## Марочное и торговое определения веса
Нюрнбергская марка была распространённой весовой единицей в немецких землях. Её вес составлял 238,568 граммов чистого серебра. 1 марка = 8 унциям = 16 лотам = 64 драхмам = 256 скрупулам (пфеннигов) = 512 гранам = 4110 красных асам; скрупул = 16 асам (зернам) по 0,058 г.
В Германии использовали специальные меры торгового веса, объём которых существенно отличался в разных её землях. Структура разделения единиц торгового веса имела такую схему: торговый фунт = 2 маркам = 4 четвертям = 16 унциям = 32 лотам = 128 драхмам = 512 скрупулов (или гранов) = 16 асам (зёрнам).

## Аптекарское определения веса

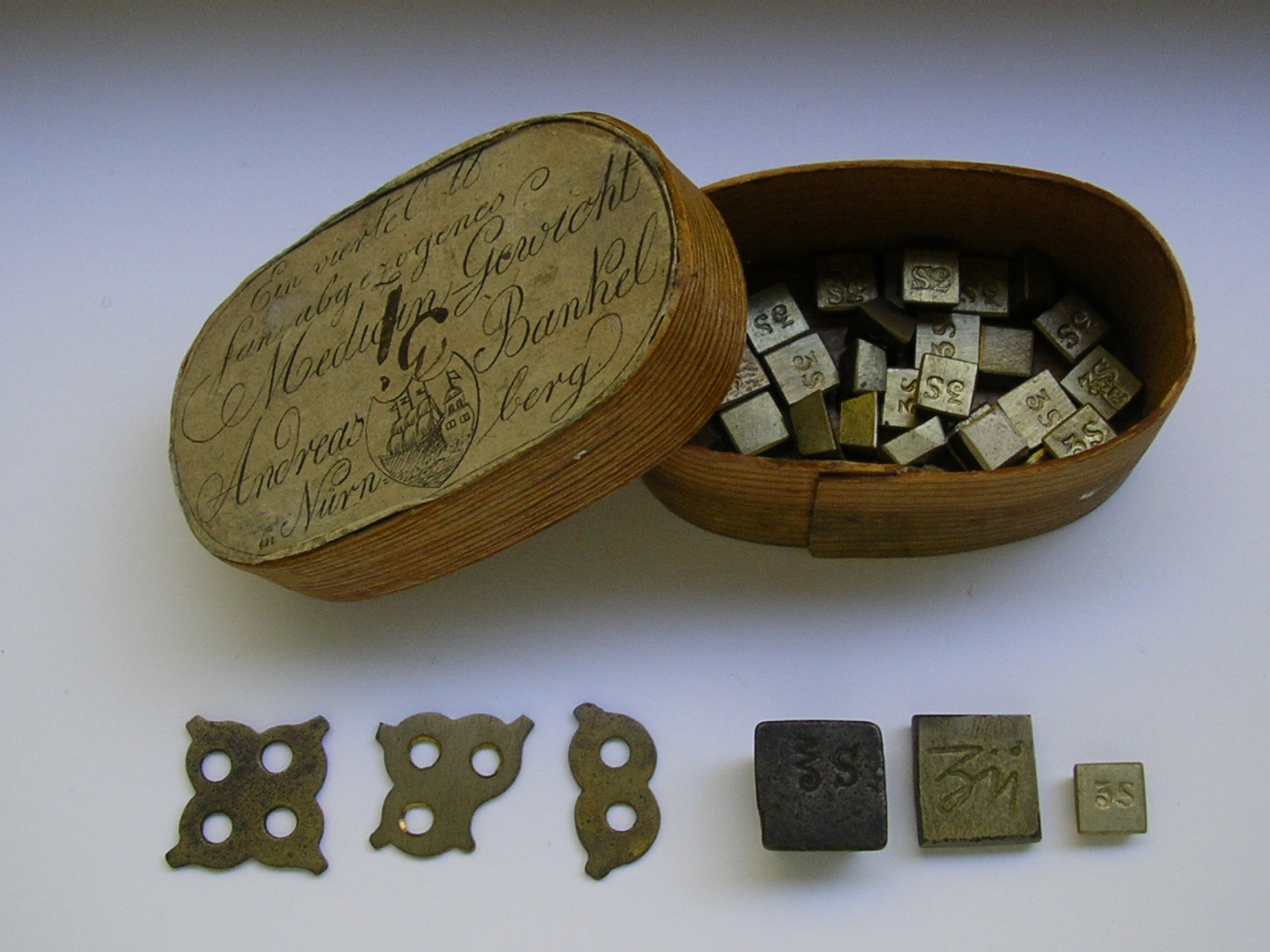
Аптекарские гири. Верхний ряд: Нюрнбергские грузики Андреаса Банкеля (после 1825 г.). Нижний ряд: Весы 2 скрупула, 1½ скрупула, 1 скрупул, 4 драхмы, 2 драхм, ½ драхмы. Фокке-музей в Бремене

В 1542 году в Нюрнберге издали первую книгу, подобную государственной фармакопее. В 1555 году был установлен стандарт для аптекарского фунта. Система, под названием Нюрнбергский медицинский стандарт (нем. Nürnberger Medizinalgewicht), была распространена в большинстве стран северо-восточной Европы. До 1800 года все немецкие города и государства (за исключением Любека, в котором применяли голландский тройский стандарт) использовали Нюрнбергский стандарт. Он стал основной системой веса также для большинства кантонов Швейцарии, а также Дании, Норвегии, Швеции, Польши, Российской империи и отличался от основного не более чем на 0,6 %. С 1811 года в Баварии аптекарский фунт официально имел массу 360,00 г (унция 30,00 г). В 1815 году Нюрнберг присоединился к Баварскому королевству. После того, как сын баварского короля Оттон I стал греческим королём, система веса Баварии была перенесена и на территорию Греции. Но лишь немногие немецкие города стали использовать баварскую попытку совместить метрическую систему мер с аптекарским весом.
В 1761 году Австрийская империя официально ввела собственный стандарт веса, тем самым отказавшись от использования нюрнбергского. В 1816 году Пруссия провела реформу весовых стандартов. В обоих государствах нюрнбергская медицинская система долгое время использовалась неофициально.
Нюрнбергский медицинский стандарт в других весовых единицах делился по такой схеме: 1 нюрнбергский медицинский фунт в 357,6 г = 3/4 кёльнского серебряного фунта в 467,712 г (2 кёльнские марки по 233,856 г) = 96 драхм = 288 скрупулов = 5760 гранов. 1 скрупул = 20 гранов (зёрен) по 0,621 г.

### Нюрнбергский медицинский стандарт
| 100 фунтов =          | 1 нюрнбергский центнер           | = 50,95 килограммов |
| 32 лота =             | 1 нюрнбергский фунт              | = 509,5 граммов     |
| 4 квинтена =          | 1 нюрнбергский лот               | = 15,92 граммов     |
| 4 пфеннига =          | 1 квинтен                        | = 3,98 граммов      |
|                       | 1 пфенниг                        | = 0,995 грамма      |
| 12 унций =            | 1 нюрнбергский аптекарский фунт  | = 357,6 граммов     |
| 2 аптекарских лота =  | 1 нюрнбергская аптекарская унция | = 29,8 граммов      |
| 240 гранов =          | 2 нюрнбергских аптечных лота     | = 14,9 граммов      |
| 2 марки =             | 1 нюрнбергский серебряный фунт   | = 477,6 граммов     |
| 16 серебряных лотов = | 1 нюрнбергская марка             | = 238,569 граммов   |
| 1 нюрнбергский лот =  | 1 серебряный лот                 | = 14,92 грамм       |